# Magloire Ondoa
Magloire Ondoa est un agrégé d’université et un auteur camerounais né le 23 septembre 1959 à Efok, dans la Lékié. Il est originaire du Mbam et Inoubou et a à son actif, plusieurs ouvrages.

## Carrière
En 2012 Magloire Ondoa alors professeur de droit public et de science politique, enseignant à l’université de Yaoundé II publie aux Editions le Kilimandjaro, un ouvrage encyclopédique de 160 000 pages, 67 volumes, 250 tomes, soit plus d’un millions de textes réglementaires ; tout ce que le Cameroun a produit comme textes dans tous les domaines (agriculture, assurance, commerce, douane, transport, communication, élections…) de 1815 à 2012.
Conformément au décret présidentiel du 11 juillet 2019, Magloire Ondoa est nommé Recteur de l’Université de Douala. En 2021, il rend hommage au prince Kum’a Ndumbe III : « vous avez nourri ma pensée, vous l’avez inspirée…vous êtes mon maître ».

## Œuvres
- 2010 : L'administration publique camerounaise à l'heure des réformes[7].
- 2012 : Textes et documents du Cameroun (1815 – 2012)
- 2012 : Traité de droit constitutionnel et institutionnel 5 tomes pour 3500 pages
- 2016 : Les Fondements du droit administratif camerounais[8], Patrick Edgard Abane Engolo
- 2018 : Les Transformations contemporaines du droit public en Afrique, Patrick Edgard Abane Engolo[9].
- 2021 : L'exception en droit, Patrick Edgard Abane Engolo[10].

## Prix et distinctions
- Grands Prix des associations littéraires (GPAL) 2013, Lauréat de la catégorie Recherche : Magloire Ondoa, distingué pour ses travaux intitulés Textes et documents du Cameroun (1815-2012), présenté par le Club Kwame NKrumah

## Polémique
Magloire Ondoa agrégé en 2003 alors doyen de la faculté des sciences juridiques et politique de l’université de Yaoundé II, et le recteur le Pr Adolphe Minkoa She agrégé en 1991, entrent dans un bras de fer. La crise naît de la soutenance d'un étudiant d'une thèse de doctorat professionnel qui a connu son annulation en février 2018.